# Dick Heyward
Eric John Richard "Dick" Heyward (Tasmanië 22 september 1914 – Manhassett  in Long Island, 3 augustus 2005) was loco-directeur van UNICEF van 1949 tot 1981. Tijdens die periode was hij verantwoordelijk voor het opzetten van het UNICEF-beleid met betrekking tot kinderen, en diende hij onder drie verschillende directeuren.

## Loopbaan
Heyward is geboren in Tasmanië in 1914. Hij groeide op de appelplantage van zijn familie op, en studeerde aan de London School of Economics. Tussen 1947 en 1949 diende hij als eerste secretaris van de Australische Missie. In 1949 stapte hij over naar de UNICEF als loco-directeur verantwoordelijk voor de logistiek en al snel vergaarde hij een goede reputatie vanwege zijn slimheid, efficiëntie en toewijding.
Eind jaren vijftig speelde hij een hoofdrol bij de integratie van de UNICEF in het United Nations Development Programme. In 1960 stelde de UNICEF een speciaal onderzoek in naar de noden van kinderen, waarbij rapportages werden opgenomen van de Wereldgezondheidsorganisatie, de Voedsel- en Landbouworganisatie en andere organisaties binnen de Verenigde Naties. De resultaten hiervan waren het rapport Children of Developing Countries — waarin betoogd werd dat de kinderen de speerpunt moesten vormen van ontwikkelingsprogramma's — en dat UNICEF het initiatief "Planning for Children" ging ondersteunen. Het resultaat van dit nieuwe beleid (gevormd door Heyward) was weer dat UNICEF voor het eerst onderwijsprogramma's in zijn repertoire opnam.
In 1975 werd Heyward aangesteld als loco-directeur van de UNICEF met de rang van Assistent Secretaris-generaal van de Verenigde Naties. Datzelfde jaar speelde hij een hoofdrol bij het evalueren van hulp aan de derde wereld. Hij was groot voorstander van het "basisvoorzieningen" model waarbij voorzieningen geïntegreerd werden in de gemeenschap; dit ter vervanging van het top-down model dat tot dan toe gehanteerd werd. UNICEF verbond zich in 1976 aan dit model, toen ze ook bezig was om samen met de WHO een aanpak van gezondheidszorg op te zetten die gebaseerd was op voorkomen van problemen. Na enige initiële weerstand stemde de UNICEF toe in een voorstel van een aantal kindgerelateerde non-gouvernementele organisaties — waaronder de International Union for Child Welfare — om 1979 uit te roepen tot Internationaal Jaar van het Kind.
In 1981 ging Heyward bij UNICEF met pensioen. Desondanks ging hij nog regelmatig op reis in Afrika, op missie voor UNICEF, de Wereldbank of de Wereldgezondheidsorganisatie. Begin jaren negentig adviseerde hij bijvoorbeeld aan de Wereldbank om mineraalarmoede aan te pakken door jodium in het water van dorpsputten te mengen en niet om extra mineralen in zout te mengen, omdat zout niet overal gebruikt werd. In 1997 moest hij het reizen echter stevig minderen vanwege een hartaanval. Heyward stierf na een langdurig ziekbed in Manhassett (te Long Island) in 2005.
Heyward was getrouwd met Elizabeth Heyward, die vroeger een vertaler was voor de VN. Heywards zoon Andrew Heyward was ten tijde van Heywards dood de president van CBS News. Heywards andere zoon Peter was een advocaat te Washington D.C..